# Pedro Martínez Portero
Pedro Martínez Portero (Alcira, Valencia, España; 26 de abril de 1997) es un tenista profesional español que reside en Andorra, actualmente en la posición 68.ª del ranking ATP y tercer español mejor clasificado, por delante de jugadores como Jaume Munar o Roberto Bautista Agut.

## Trayectoria
Se formó en el Club de Tenis Alzira y con apenas 15 años logró sus dos primeros títulos del ITF World Tennis Tour Juniors, los torneos internacionales de Pancevo (Serbia) y Pontevedra. Ingresó en el Grupo de Competición de la Real Federación Española de Tenis en el CAR de Sant Cugat.
En junio de 2013 se proclamó doble campeón de España, cadete y junior, en Gandia y Pamplona. Se convirtió así en el segundo tenista español en lograrlo, siendo el primero el barcelonés Alberto Martín en 1993. 
A finales de septiembre del mismo año ganó la Copa Davis junior junto a Jaume Munar y Álvaro López, dirigidos por Carles Vicens en San Luis Potosí (México).
Es dirigido por el entrenador Javier Ferrer.
El 18 de octubre de 2020 llegó a la final del Challenger de Alicante donde cayó contra Carlos Alcaraz, de 17 años, por 2-0 (7-6 6-2).
En junio de 2021 se clasificó por primera vez para la tercera ronda de Wimbledon al eliminar al francés Gaël Monfils, entonces n.º 17 de la ATP. El 25 de noviembre de 2021 fue convocado con el equipo español de Copa Davis en sustitución de Carlos Alcaraz, afectado por COVID.
A principios de 2022 volvió a ser convocado con España para disputar la ATP Cup en la que se proclamó subcampeón. Jugó los dobles con Alejandro Davidovich, con quien ganó los dos partidos ante Chile y Noruega y los dos siguientes con Albert Ramos-Viñolas, en los que perdió contra Serbia y Polonia. A finales de febrero ganó su primer título ATP, el Abierto de Chile 2022 tras imponerse al argentino Sebastián Báez.El 9 de mayo alcanzó su mejor ranking ATP individual, el puesto 40 y una semana después en dobles, el 51.º.
No empezó bien 2023 y cambió de entrenador, Javier Ferrer por el argentino Gastón Gaich con el que su juego mejoró. En septiembre de 2023, perdió la final del Challenger de Como (Italia) ante el brasileño Thiago Seyboth Wild (BRA), por 7-5, 2-6, 3-6. En Sevilla ganó el Challenger de dobles con Alberto Barroso Campos. En octubre de 2023, se llevó el Challenger de Brest (Francia) al ganar en la final a Benjamin Bonzi, por 7-6, 7-6 y en diciembre de 2023, venció en el Challenger de Maspalomas (Gran Canaria, España), al suizo Kilian Feldbausch por 6-4, 4-6, 6-3.
En abril de 2024 ganó por primera vez a un jugador top-10, Casper Ruud, 8.° de la clasificación ATP, en el torneo ATP 250 de Estoril.
El 7 de julio de 2024 recibió la noticia de que sustituiría a Pablo Carreño Busta para jugar la competición individual de los Juegos Olímpicos de París 2024. El alzireño era el tercer español mejor clasificado pero el ranking protegido permitió a Rafa Nadal y Pablo Carreño ser elegidos por el capitán David Ferrer. 
En su debut en París, el 28 de julio de 2024, cayó contra el italiano Andrea Vasassori, 207 del mundo, por 6-4 4-6 6-4.  
El 17 de febrero de 2025 logró su mejor clasificación ATP hasta el momento, ascendiendo al puesto 37 después de llegar a semifinales del Open de Argentina. La semana anterior, en Rotterdam, eliminó a Holger Rune (nº 14) por 6-4 6-1. Días antes había dado dos puntos, uno en individuales y otro en dobles a España en la fase eliminatoria de Copa Davis.   

## Títulos ATP (2; 1+1)

### Individual (1)
| Leyenda                         |
| Grand Slam (0)                  |
| ATP Wourld Tour Finals (0)      |
| ATP World Tour Masters 1000 (0) |
| ATP World Tour 500 (0)          |
| ATP World Tour 250 (1)          |

| N.º | Fecha                 | Torneo   | Superficie    | Oponente en la final | Resultado     |
| --- | --------------------- | -------- | ------------- | -------------------- | ------------- |
| 1.  | 27 de febrero de 2022 | Santiago | Tierra batida | Sebastián Báez       | 4-6, 6-4, 6-4 |

#### Finalista (2)
| N.º | Fecha               | Torneo    | Superficie    | Oponente en la final | Resultado     |
| --- | ------------------- | --------- | ------------- | -------------------- | ------------- |
| 1.  | 31 de julio de 2021 | Kitzbühel | Tierra batida | Casper Ruud          | 1-6, 6-4, 3-6 |
| 2.  | 7 de abril de 2024  | Estoril   | Tierra batida | Hubert Hurkacz       | 3-6, 4-6      |

### Dobles (1)
| Leyenda                         |
| Grand Slam (0)                  |
| ATP Wourld Tour Finals (0)      |
| ATP Masters 1000 World Tour (0) |
| ATP World Tour 500 series (0)   |
| ATP World Tour 250 series (1)   |

| N.º | Fecha               | Torneo    | Superficie    | Pareja         | Oponentes en la final   | Resultado        |
| --- | ------------------- | --------- | ------------- | -------------- | ----------------------- | ---------------- |
| 1.  | 30 de julio de 2022 | Kitzbühel | Tierra batida | Lorenzo Sonego | Tim Puetz Michael Venus | 5-7, 6-4, [10-8] |

#### Finalista (1)
| N.º | Fecha                 | Torneo         | Superficie    | Pareja      | Oponentes en la final     | Resultado |
| --- | --------------------- | -------------- | ------------- | ----------- | ------------------------- | --------- |
| 1.  | 23 de febrero de 2025 | Rio de Janeiro | Tierra batida | Jaume Munar | Rafael Matos Marcelo Melo | 2-6, 5-7  |

## Títulos ATP Challenger (7)

### Individuales (7)
| N.° | Fecha                    | Torneo                   | Superficie    | Oponente en la final    | Resultado      |
| --- | ------------------------ | ------------------------ | ------------- | ----------------------- | -------------- |
| 1.  | 14 de julio de 2018      | Challenger de Båstad     | Tierra batida | Corentin Moutet         | 7-65, 6-4      |
| 2.  | 1 de noviembre de 2020   | Challenger de Marbella   | Tierra batida | Jaume Munar             | 7-64, 6-2      |
| 3.  | 11 de septiembre de 2021 | Challenger de Sevilla    | Tierra batida | Roberto Carballés Baena | 6-4, 6-1       |
| 4.  | 29 de octubre de 2023    | Challenger de Brest      | Dura (i)      | Benjamin Bonzi          | 7-6(6), 7-6(1) |
| 5.  | 3 de diciembre de 2023   | Challenger de Maspalomas | Tierra batida | Kilian Feldbausch       | 6-4, 4-6, 6-3  |
| 6.  | 31 de marzo de 2024      | Challenger de Gerona     | Tierra batida | Radu Albot              | 7-5, 6-4       |
| 7.  | 13 de octubre de 2024    | Challenger de Valencia   | Tierra batida | Jaime Faria             | 6-1, 6-3       |